# Monument Nacional (Països Baixos)
|  | Per a altres significats, vegeu «Monument Nacional (Amsterdam)». |

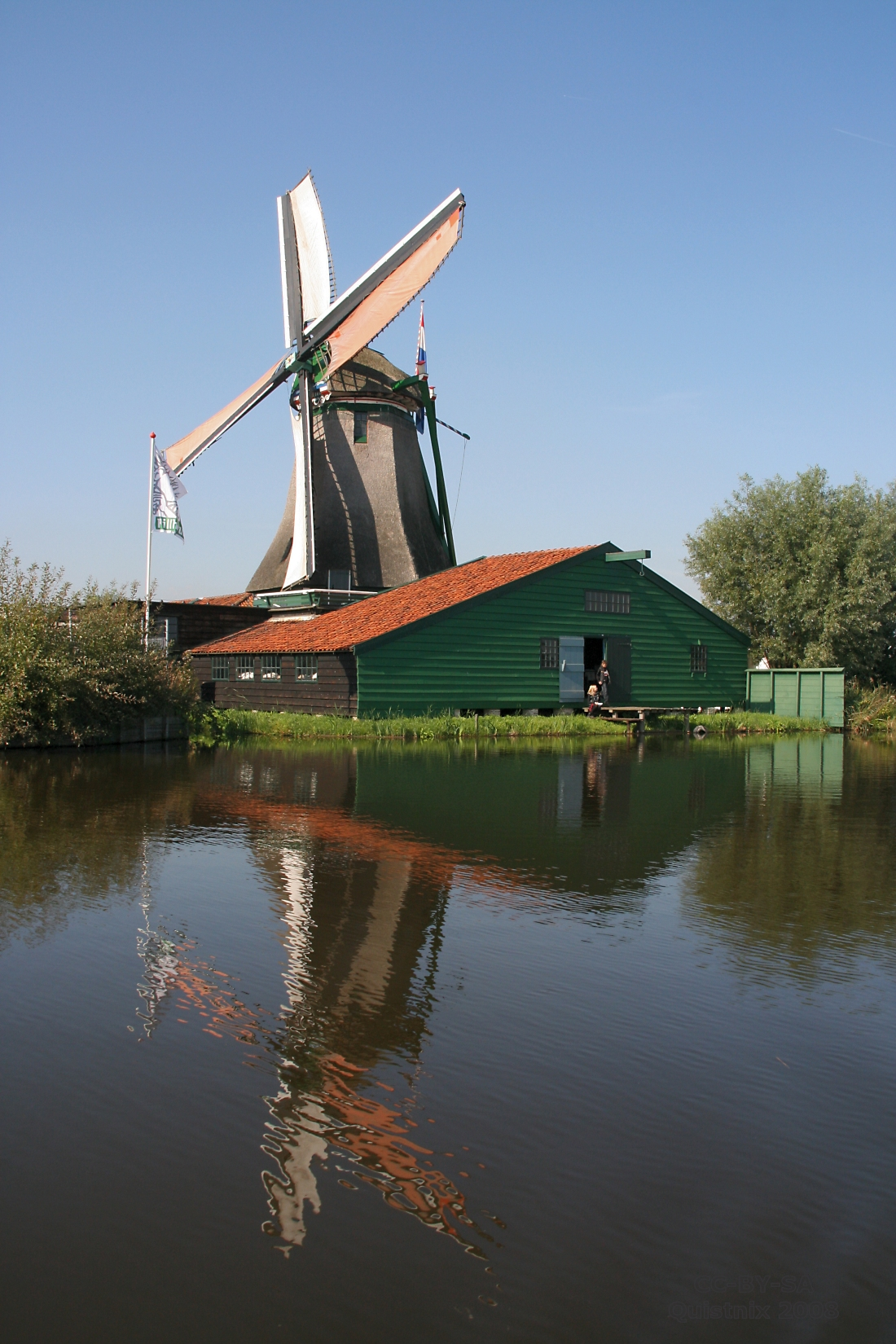
Molts molins estan categoritzats com a Monuments Nacionals, com aquest de De Schoolmeester, a Westzaan

Els Monuments Nacionals dels Països Baixos (Rijksmonumenten) són llocs catalogats com a patrimoni nacional als Països Baixos. La llista la crea i manté l'Administració Nacional del Patrimoni Cultural (RCE) en representació del  Ministeri d'Educació, Cultura i Ciència dels Països Baixos.

## Història i criteris
Per ser designat com a Monument Nacional, el lloc ha de tenir més de 50 anys i complir amb certs criteris addicionals. Hi ha al voltant de 51.000 Monuments Nacionals designats als Països Baixos. El programa es va iniciar el 1954 a La Haia durant una convenció per establir les regles de protecció d'edificis en cas de conflicte armat. La legislació vigent en matèria de monuments és la Monumentenwet van 1988 (llei de monuments del 1988).
L'organització responsable de la cura dels monuments, que abans es deia Monumentenzorg, va ser reanomenada en Rijksdienst voor het Cultureel Erfgoed (Servei nacional del patrimoni cultural). Al juny del 2009, el Tribunal de l'Haia va decidir que els compradors individuals d'edificis catalogats com a Monument Nacional estarien exempts del pagament d'impostos de transferència, a partir de l'1 de maig del 2009. Anteriorment, aquesta exempció només s'aplicava a les persones jurídiques.

## Altres típus de monuments catalogats als Països Baixos

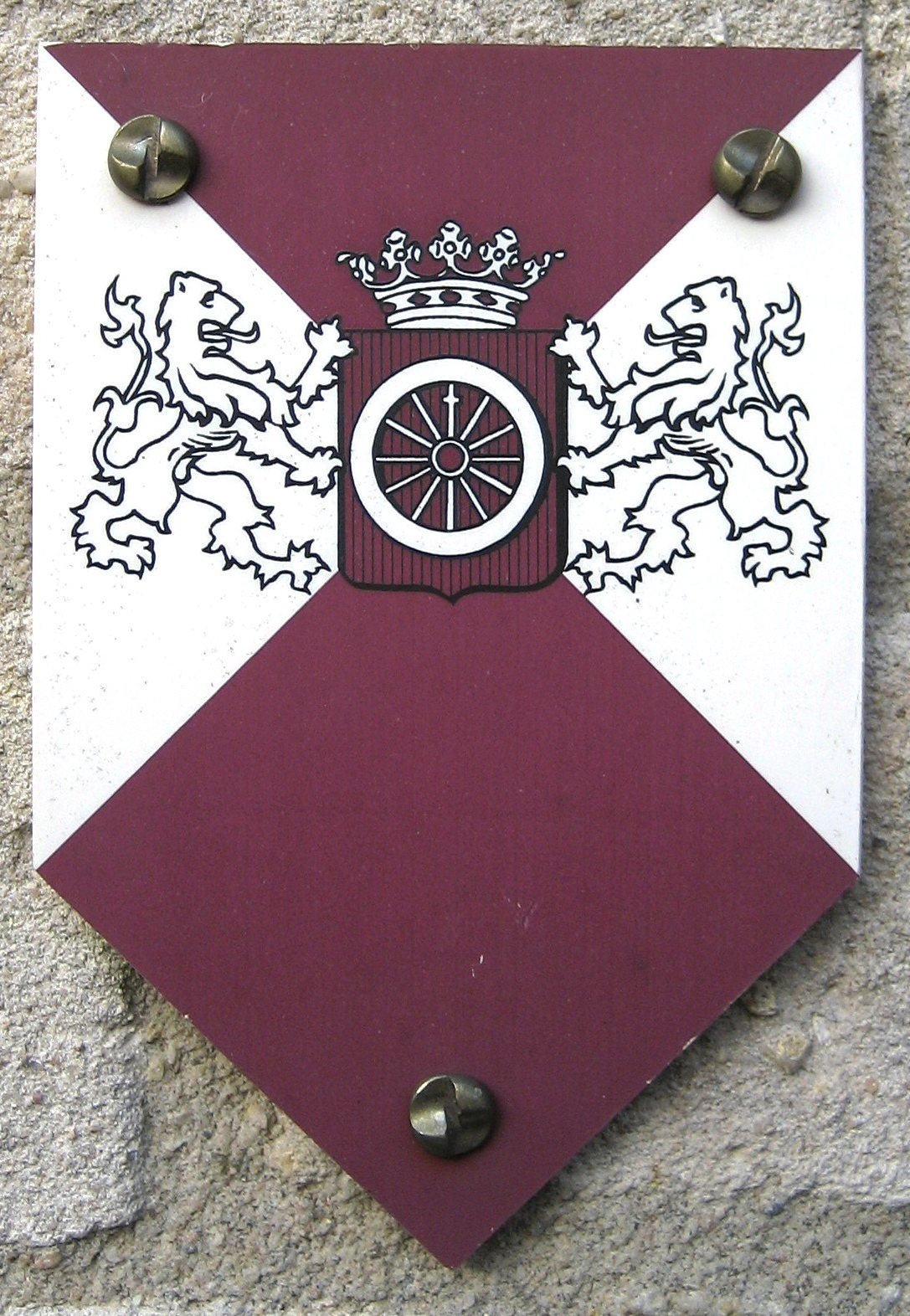
Monumentenschildje escut d'un monument amb protecció municipal (Wageningen)

Existeixen diversos tipus de protecció a part dels Monuments Nacionals:
- Monument provincial (provinciaal monument) és un monument llista per una província. Als Països Baixos hi ha només dues províncies que assignen monuments, Holanda del Nord i Drenthe. Les províncies poden protegir monuments i atorgar subvencions per a la restauració dels monuments.
- Monument municipal (gemeentelijk monument) és un monument llista per un municipi. Correspon mutatis mutandis a un bé cultural d'interès local.
- Espai arqueològic, equivalent de l'Espai de protecció arqueològica a Catalunya.
- Panorama urbà o paisatge protegit.